# Wladimir Alexandrowitsch Albizki
| (1002) Olbersia    | 15. August 1923    |
| (1007) Pawlowia    | 5. Oktober 1923    |
| (1022) Olympiada   | 23. Juni 1924      |
| (1028) Lydina      | 6. November 1923   |
| (1030) Vitja       | 25. Mai 1924       |
| (1034) Mozartia    | 7. September 1924  |
| (1059) Mussorgskia | 19. Juli 1925      |
| (1071) Brita       | 3. März 1924       |
| (1283) Komsomolia  | 25. September 1924 |
| (1330) Spiridonia  | 17. Februar 1925   |

Wladimir Alexandrowitsch Albizki (russisch Владимир Александрович Альбицкий; * 4. Junijul. / 16. Juni 1891greg. in Kischinjow; † 15. Juni 1952) war ein sowjetischer Astronom.
In den Listen der entdeckten Asteroiden wird sein Name in der englischen Schreibweise als V. Albitskij angegeben.
Er arbeitete ab 1922 am Krim-Observatorium in Simejis, das zur damaligen Zeit eine Außenstelle des Pulkowo-Observatoriums war, mit G. A. Schain und G. N. Neuimin zusammen. Während dieser Zeit entdeckte er zehn Asteroiden.
Der Asteroid (1783) Albitskij wurde nach ihm benannt.

## Publikationen
Laut seiner Akte im Archiv des Pulkowo-Observatoriums hat W. A. Albitzki 88 Publikationen verfasst. Nur fünf davon können im Astrophysics Data System (ADS) der NASA gefunden werden, der Rest existiert als eine von Alex Gaina bereitgestellte Kopie aus dem Archiv. Diese enthält auch einen großen Teil der Asteroidenbeobachtungen.
- Astrophysics Data System (ADS) NASA
- Gaina Alex: Auflistung von Veröffentlichungen von W. A. Albizki

Eine russische Ausgabe des Werks, das sich mit den Radialgeschwindigkeiten von 343 Sternen befasst, kann in der Dänischen Nationalbibliothek gefunden werden.
- The Danish National Library